# Bessarion
Bessarion (n. 2 ianuarie 1403, Trabzon, Imperiul Trapezuntului – d. 18 noiembrie 1472, Ravenna, Statele Papale) a fost un savant grec renascentist, călugăr, promotor al reconcilierii dintre Biserica Romei și Biserica Constantinopolului. După Conciliul de la Ferarra-Florența, unde a pledat pentru cauza unionistă, a devenit cardinal.
În anul 1468 a donat colecția sa de incunabule, cărți și manuscrise Bibliotecii Sfântului Marcu (Biblioteca Marciana), constituind astfel prima bibliotecă deschisă oamenilor de știință din Veneția.